# Elemér Balázs

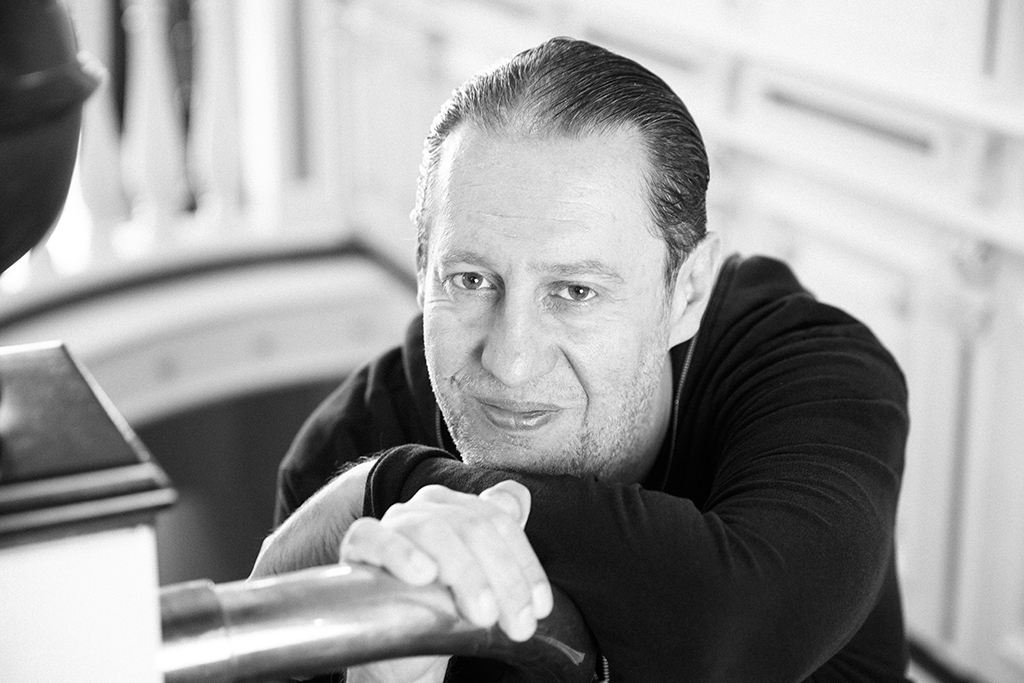
Elemér Balázs (2017)

Elemér Balázs (* 16. August 1967 in Ózd) ist ein ungarischer Jazzschlagzeuger.

## Wirken
Balázs’ Eltern erkannten schon früh, dass er eine große Affinität zu Rhythmen hat. Im Alter von sechs Jahren erhielt er Unterricht an einer Musikschule bei Imre Kőszegi und József Gáti. Er erhielt dann Unterricht von Iván Nesztor an der Postás-Musikschule (Ferenc-Erkel-Musikschule). Ab 1983 konnte er bereits als Ausnahmetalent die Jazzabteilung am Béla-Bartók-Konservatorium in Budapest besuchen, wo er bei Gyula Kovács studierte.
Balázs arbeitete zunächst mit dem No Spa Quintett sowie Béla Szakcsi Lakatos, Gyula Babos und Aladár Pege und war Gründungsmitglied des Creative Art Ensemble Trio von György Vukán. In den 1990er Jahren leitete er ein eigenes Trio bzw. Quintett, mit dem er drei Alben einspielte; auch bildete er mit Kálmán Oláh und János Egri das  Trio Midnight, das auch Alben mit Lee Konitz und Steve Houben aufnahm. Mit Róbert Szakcsi Lakatos, Gábor Juhász, József Barcza Horváth und András Mohai bildete er das kollaborative Project Of Course, das um die Jahrtausendwende aktiv war und bei BMC Records veröffentlichte. Seit 2000 leitet er die mit seinem Bruder József Balázs gegründete Elemér Balázs Group, mit der mehrere Alben entstanden. 
Daneben arbeitete Balázs mit Musikern wie Tony Scott, Annette Lowman, Ferenc Snétberger, Wayne Brasel, James Williams, Tony Lakatos, Art Farmer, Stjepko Gut, Zbigniew Namysłowski, Jukka Perko, Paolo Fresu, Stéphane Belmondo, Pat Metheny und Al Jarreau.

## Diskographische Hinweise
- Elemér Balázs Featuring Creative Art Jazz Trio: Fly Bird, 1995
- My New Way, 1997
- G. Vukán / E. Balázs: Things of This World in 7 Movements, 1998
- Always That Moment, 2000
- Around the World, 2002
- Our Worlds Beyond, 2003
- Refractions of Sound, 2004
- Always That Moment 2, 2008
- Béla Szakcsi Lakatos, Christophe Monniot, József Barcza Horváth, Elemér Balázs: Density of Standards, 2017